# Ruínas da Igreja de Nossa Senhora de Nazaré
A Igreja de Nossa Senhora de Nazaré, também conhecida localmente como Igreja do Almagre ou Ruínas do Almagre, localiza-se na praia de Ponta de Campina, no município de Cabedelo, no litoral norte do estado brasileiro da Paraíba.

## História
A igreja foi erguida no final do século XVII, no contexto do processo de conquista do território e de catequização dos indígenas na Paraíba.
Em 1676 João Fernandes Vieira vendeu a Jorge Homem Pinto várias propriedades, entre elas a praia do Poço. Não há referência ao templo nesse período.
Em 1804 há notícia de "igreja de pedra e cal coberta de telhas", como parte da propriedade.
As suas ruínas encontram-se tombadas desde 1938 pelo Instituto do Patrimônio Histórico e Artístico Nacional (IPHAN) .
Em nossos dias, as ruínas encontram-se em áreas particulares, havendo um acesso provisório ao local desde o início de 2012, enquanto não se encerra a ação civil pública 0006513-60.2011.4.05.8200, em curso na 3ª Vara Federal em João Pessoa.

## Características
O templo apresentava planta no formato retangular, com apenas uma nave, medindo 26 metros de comprimento por 12 metros de largura, erguendo-se a 12 metros de altura.
A fachada principal foi construída em pedra calcária, orientada para o norte. No alto da portada central havia um medalhão no qual estava esculpido um cavaleiro à beira de um penhasco, caçando um cervo com a sua lança, referência à lenda de D. Fuas Roupinho, na região de Nazaré, em Portugal. Havia também na fachada um nicho com a imagem de N. Sra. de Nazaré. 
Em 1931 ainda existia um lavatório na sacristia, talhado em cinco lâminas de pedra sobrepostas, com seu característico golfinho.